# Kleinkastell Adolfseck
Das Kleinkastell Adolfseck (in älteren Publikationen auch Adolphseck) war ein römisches Militärlager an der westlichen Taunusstrecke (Strecke 3) des Obergermanischen Limes, der im Jahre 2005 den Status des UNESCO-Weltkulturerbes erlangte. Das obertägig nicht mehr wahrnehmbare Bodendenkmal befindet sich nördlich von Adolfseck, einem Stadtteil von Bad Schwalbach im hessischen Rheingau-Taunus-Kreis. In unmittelbarer Nähe findet sich die Schanze Adolfseck.

## Lage und Forschungsgeschichte

Kleinkastell Adolfseck
Lage am Aarübergang (1901)

Der Limesübergang über das in Süd-Nord-Richtung verlaufende Aartal lag an einer Stelle, an der sich das sonst recht enge Tal ein wenig erweitert und die Talwände sanfter abfallen. Von Westen fließt hier ein Bach aus Lindschied in die Aar, von Osten der Pohlbach. Um die für den Übergang optimale Position zu gewinnen, knickte der Limes vorübergehend ein wenig nach Süden ein. Gut 40 Meter südlich des Limesübergangs befand sich vermutlich eine Brücke oder befestigte Furt, wofür der Befund einer dammförmig angelegten Straße und der Fund zweier mächtiger Holzpfosten sprechen, die dendrochronologisch in die Zeit zwischen 164 und 178 n. Chr. datiert werden konnten und deren Enden mit Eisenschuhen versehen waren. Das Kastell befand sich auf einer hochwasserfreien Terrasse des Aartals, gut 50 Meter östlich des Beginns der vermuteten Aarbrücke (das Ufer der Aar in antiker Zeit lag knapp 100 Meter weit entfernt) und rund 30 Meter südlich des Limes. Durch seine Positionierung war es bestens geeignet, die Aarbrücke und den Limes zu überwachen sowie das Aartal zu sperren. In der heutigen Siedlungstopographie befindet sich das Bodendenkmal in den landwirtschaftlich genutzten Flächen knapp außerhalb des nördlichen Ortsrandes von Adolfseck, etwa in der Mitte zwischen der Bundesstraße 54 und der rund 120 Meter östlich von dieser parallel verlaufenden Bahnlinie.
Ende Oktober 1901 wurde das Kastell durch die Reichs-Limeskommission (RLK) unter der Leitung des örtlichen Streckenkommissars Heinrich Jacobi (1866–1946) und des Frankfurter Ingenieurs Wehner teilweise ausgegraben.
Im Jahre 2010 fand eine geomagnetische Prospektion des Kastellareals und seiner Umgebung statt. Die Forschungsergebnisse der Reichs-Limeskommission wurden durch diese Untersuchungen jedoch nicht präzisiert. Ebenso wenig konnte der Verlauf des Limes ermittelt werden, was vermutlich dem Umstand geschuldet ist, dass sich abgeschwemmtes Material vom Berghang in diesem Bereich abgelagert hatte.

## Befunde

Brückenpfähle vom Aarübergang des Limes (1901)

Von dem Kleinkastell konnte noch die Nordmauer ermittelt werden. Sie war zum Ausgrabungszeitpunkt bis zu 0,70 Meter hoch erhalten und besaß eine Mächtigkeit von 1,80 Meter. Das Mauerwerk bestand aus in Lehm gesetztem Taunusschiefer. Die Nordostecke war leicht gerundet. Darüber hinaus konnte noch die Südostecke des Kastells ermittelt werden, die ebenfalls eine leichte Rundung aufwies. Außerdem wurden Spuren der Kastellgräben festgestellt. Aus diesen wenigen Befunden lässt sich das Bild des Kastells einigermaßen rekonstruieren.
Das Kleinkastell Adolfeck war ein rechteckiges Steinkastell von etwa 20 Metern Länge in nordsüdlicher und 18 Metern Breite in ostwestlicher Richtung. Es war somit quer zum Tal und parallel zum Limes gestellt, aber mit seinem einzigen festgestellten Tor nach Norden zum Limes hin ausgerichtet. Vor der Wehrmauer verliefen – nach einer einen Meter breiten Berme – zwei Spitzgräben von jeweils zwei Metern Breite und einem Meter Tiefe. Vor dem nördlichen Tor war der Grabenverlauf unterbrochen.
Von der Besatzung, wahrscheinlich einer Vexillatio, ist nichts bekannt. Auch über den Belegungszeitraum können keine signifikanten Aussagen getroffen werden, vielleicht existierte es von der Mitte des zweiten bis zur Mitte des dritten Jahrhunderts. Heute ist im Gelände nichts mehr zu sehen.

## Limesverlauf zwischen dem Kleinkastell Adolfseck und dem Kastell Zugmantel
Nachdem der Limes beim Kleinkastell Adolfseck die Aar überschritten hat, zieht er auf seiner Strecke zum Kastell Zugmantel tendenziell in Richtung Ostnordost bei Ost. Auf diesem Weg, der im Wesentlichen durch bewaldetes Gebiet, vereinzelt auch durch landwirtschaftliche Nutzflächen führt, steigt er insgesamt von 272 auf 475 Höhenmeter an. Seinen höchsten Punkt hierbei erreicht er mit 487 m. NHN beim Wachturm Wp 3/11. Unweit östlich des Aarübergangs ließen sich an einigen Abschnitten zwei verschiedene Limeslinien feststellen: eine ältere, etwas rückwärtig gelegene, die in ihrem Verlauf die topographischen Gegebenheiten stärker berücksichtigt und dadurch unregelmäßig ist, und eine jüngere, die einen eher geradlinigen Verlauf anstrebt. Die ältere Linie ist wahrscheinlich domitianischen Ursprungs und wurde möglicherweise schon zum Ende der Chattenkriege, um das Jahr 85 n. Chr., errichtet. Sie durchlief nur die ersten beiden Ausbauphasen des Limes (Waldschneise mit Postenweg, Holztürme und Palisade) und wurde wahrscheinlich gegen die Mitte des 2. Jahrhunderts durch die um bis zu 800 Meter weiter nach Norden vorgeschobene, jüngere Linie ersetzt, die sofort in Gestalt der dritten Ausbauphase (mit Steintürmen statt Holztürmen) ausgeführt wurde. Im Rahmen dieses Ausbaus entstand vermutlich auch das Kleinkastell Adolfseck.

| ORL                | Name/Ort                        | Beschreibung/Zustand |
| ------------------ | ------------------------------- | --- |
| KK                 | Kleinkastell Adolfseck          | siehe oben |
| Wp 3/1             | „Am Hundsküppel“                | Turmstelle eines rechteckigen Steinturms, der bereits vor den Aktivitäten der Reichs-Limeskommission durch Steinraub beschädigt worden war. Durch die Untersuchungen des Jahres 1901 konnte ein rechteckiger Turm festgestellt werden, dessen Seitenlängen 4,55 × 4,65 Meter betrugen. Die Mauern waren 0,78 bis 0,83 Meter stark. Der Turm befand sich rund zwölf Meter südlich der Mittellinie des Limesgrabens und war von einem Graben umgeben, dessen Breite noch mit 1,60 bis 1,70 Metern ermittelt werden konnte. Die Position des Turmes gewährleistete eine freie Sicht in das Pohlbach- und das Aartal und darüber hinweg bis zum Ende der Strecke 2 bei Kemel. |
| Wp 3/2             | „Wassergall“                    | Turmstelle eines rechteckigen Steinturms mit den Seitenlängen 4,65 × 4,70 Metern. Seine Mauerstärke betrug 0,80 Meter. Die Sicht reichte bis zum Wp 2/51 auf dem „Galgenkopf“ östlich von Kemel am Ende der Strecke 2. |
| Wp 3/3             |                                 | Aufgrund der Entfernung zwischen Wp 3/2 und Wp 3/4 vermutete, aber nicht archäologisch nachgewiesene Turmstelle. |
| Wp 3/4             | „Bei dem Borner Wegestern“      | Turmstelle eines 1901 ausgegrabenen Steinturms. Der Turm hatte wahrscheinlich einen rechteckigen Grundriss, es wurden aber nur seine Südseite mit 4,25 Metern und seine Westseite mit 4,55 Metern Länge vollständig dokumentiert. Die Mauerstärke betrug 0,90 Meter. Die Frontseite des Turms befand sich in zwölf Metern Entfernung von der Mitte des großen Grabens, beziehungsweise in 15,10 Metern Entfernung vom Palisadengraben des nördlich vorbeilaufenden Limes. Die Position des Turms war so geschickt gewählt, dass unter der Voraussetzung eines gelichteten Waldes die Sicht bis zu den Kleinkastellen „Auf dem Pohl bei Kemel“ und weit in das Vorgelände mit dem Tal des Pohlbaches und dem Dietzgrund gereicht haben müsste. Der Wp 3/4 ist der erste Turm im Limesverlauf, zu dem ein hölzerner Vorgängerturm (Wp 3/4*) der älteren Ausbaulinie nachgewiesen wurde. Der ältere Turm liegt knapp einen halben Kilometer Luftlinie südlich des Wp 3/4. |
| Wp 3/4*            |                                 | Turmstelle eines Holzturms, der 1896 erstmals untersucht und 1901 erneut ausgegraben wurde. Es handelt sich um den Vorgängerturm des 475 Meter nördlich gelegenen Steinturms Wp 3/4. Der Turm war auf einer kreisförmigen Plattform von rund acht Metern Durchmesser errichtet worden. Seine Eckpfosten bildeten ein Rechteck von 2,60 bis 2,80 Metern Seitenlänge. Die annähernd quadratisch angelegten Pfostenlöcher hatten eine Seitenlänge von etwa 0,60 Metern, die Stärke der Pfosten selbst wurde mit 30 Zentimetern angenommen. Die Turmplattform war von zwei kreisförmigen Gräben umgeben. Der innere Graben hatte steile Böschungen und eine durchschnittliche Tiefe von 1,60 Meter. Sein Durchmesser von Grabenmitte zu Grabenmitte betrug 10,50 Meter. Der Durchmesser des äußeren Grabens belief sich auf 18 Meter. Er war ebenfalls steil geböscht, besaß aber mit nur 1,05 bis 1,30 Metern eine geringere Tiefe. |
| Wp 3/5             | „Auf dem Sangerts“              | Turmstelle eines Steinturms, der 1901 untersucht worden ist. Der Turm hatte einen leicht unregelmäßigen Grundriss. Während die Süd- und die Westseite jeweils 4,65 Meter lang waren, hatte die Nordseite 4,55 Meter und die Ostseite nur 4,45 Meter aufzuweisen. Die Mauerstärke betrug durchgängig 85 cm. Der Turm lag mit 408 m ü. NN an der höchsten Stelle des Bergrückens und war 17,3 Meter von der Mitte des großen Grabens und 21 Meter vom Palisadengraben entfernt. |
| Wp 3/5*            |                                 | Turmstelle aus zwei benachbarten Holzturmhügeln. Der westliche Turmhügel war zur Zeit der Ausgrabung durch eine ihn schneidende Waldschneise stark gestört. Er besaß zwei Ringgräben von 10,40 Metern und 17,60 Metern Durchmesser. Eine Suche nach den Pfostenlöchern der Turmkonstruktion wurde nicht durchgeführt. Der östliche Turmhügel liegt nur wenige Meter von dem westlichen entfernt. Er wurde noch nicht archäologisch untersucht. Der Hügel stellt sich in der Form eines Rechtecks mit abgerundeten Ecken dar und nimmt mit seinen Maßen von 13 × 16 Metern eine Fläche von rund 200 Quadratmetern ein. Der Platz bot – unter der Voraussetzung eine gerodeten Geländes – hervorragenden Sichtbedingungen in alle Richtungen. |
| Wp 3/6             | „Ebernhahn“                     | Turmstelle eines Steinturms, der 1901 ausgegraben wurde. Zu dieser Zeit war das Mauerwerk des Turms noch bis zu einer Höhe von 45 Zentimeter erhalten. Der annähernd quadratische Turm besaß Seitenlängen zwischen 4,45 Metern und 4,50 Meter. Die Mauern waren 0,80 Meter stark. Der Abstand des Turms zur Mitte des in nördlicher Richtung passierenden großen Grabens betrug 16 Meter, der zum Palisadengraben 19,5 Meter. |
| Wp 3/7             | „An der alten Hahner Straße“    | Nicht gesicherte Turmstelle eines vermuteten Steinturms. Der Turm muss bereits vor Beginn der Arbeiten durch die Reichs-Limeskommission nahezu vollständig ausgebrochen gewesen sein. Auch die Spuren eventuell vorhandener Gräben wurden bei diesem Steinraub nachhaltig zerstört. Auch bei 1927 durchgeführten Nachuntersuchungen konnten lediglich auffällige Steinkonzentrationen an der Oberfläche festgestellt werden. Eine im Jahre 2003 durchgeführte geophysikalische Prospektion scheint die Befunde der Kommission zu bestätigen. |
| Wp 3/8 und Wp 3/8* | „An der Eisenstraße“            | Turmstelle, für die von der Reichs-Limeskommission ein möglicher Steinturm (der aber nicht nachgewiesen wurde) und ein möglicher Holzturm (von dem nur äußerst unsichere Spuren festgestellt werden konnten) angenommen wurden. Zu dieser Zeit war die Stelle nur durch eine gewisse Häufung an Sigillaten und anderen Keramiken gesichert. Geophysikalische Untersuchungen im Jahre 2003 führten zu dem Ergebnis, dass sich die Turmstelle tatsächlich aus einem Steinturm und zwei Holztürmen zusammensetzt. Der Befund des doppelten Holzturms wurde dahingehend interpretiert, dass an dieser Stelle die ältere und die jüngere Limeslinie wieder aufeinander treffen. Die Reichs-Limeskommission vermutete hier sogar den Standort eines Kleinkastells, wahrscheinlich aufgrund der Lage an der Eisenstraße. Hinweise auf ein solches fanden sich allerdings nicht. Der Wachturm ist ebenso wie WP 3/10 durch den am Hofgut Georgenthal beginnenden Römerrundweg erschlossen. |
| Wp 3/8a            |                                 | Aufgrund der durchschnittlichen Entfernung zwischen Limeswachtürmen und der topographischen Gegebenheiten vermutete, aber nicht archäologisch nachgewiesene Turmstelle. |
| Wp 3/9             | „Georgenthaler Hof“             | Turmstelle zweier Steintürme, die untypischerweise (vom Limes aus gesehen) nicht nebeneinander, sondern hintereinander standen. Die Turmstelle wurde 1901 von Louis Jacobi (1836–1910) untersucht. Der nördliche, näher am Limes befindliche Turm besaß mit seinen Seitenlängen 4,60 Metern (Nordseite), 4,55 Metern (Ostseite), 4,53 Metern (Südseite) und 4,70 Metern (Westseite) einen annähernd quadratischen Grundriss. Seine Mauerstärke im Fundamentbereich betrug 0,90 Meter. Der südliche Turm hält nur einen Abstand von 1,55 bis 1,65 Meter zum nördlichen. Mit seinen Seitenlängen von 3,70 Metern (Nord- und Südseite) mal 3,65 Metern (Ost- und Westseite) besaß er eine deutlich geringere Grundfläche. Das aufgehende Mauerwerk besaß eine Stärke von 0,73 bis 0,85 Meter, an den Außenseiten sprang ein Fundamentsockel zwischen zehn und 25 Zentimetern weit vor. Der nördliche Turm befand sich 16,75 Meter südlich der Sohle des großen Grabens und 19,35 Meter südlich der Palisade. Der Überblick auf das nördliche Limesvorfeld war gut, die seitliche Sicht zu beiden Seiten relativ beschränkt. Die Turmstelle ist durch den Römerrundweg am Hofgut Georgenthal erschlossen. |
| Wp 3/10            | „Am Ritterweg“                  | 1901 untersuchter Schutthügel eines Steinturms. Der Turm besaß einen rechteckigen Grundriss mit den Maßen 4,70 × 4,62 Meter. Die Mauerstärke betrug 0,90 Meter. Unmittelbar südlich dieses Turms befand sich ein weiterer, der aber schon so stark gestört war, so dass keine genauen Messungen mehr möglich waren. Der am Hofgut Georgenthal beginnende Römerrundweg führt hier vorbei. Im Hofgut findet sich die Limesausstellung des Rheingau-Taunus-Kreises. Der Turm befindet sich in der Gemarkung Pohl. Der Begriff ist für Bezeichnungen im Zusammenhang mit dem Limes typisch. Er entspricht wohl der früheren Bezeichnung für Pfahl. In der Nähe findet sich auch eine Palisadenrekonstruktion. |
| Wp 3/11            | „Fladenheiligenstock“           | Turmstelle zweier unmittelbar nebeneinander liegender Steintürme. Beide Türme sind 1901 von Louis Jacobi ergegraben worden. Der westliche Turm besaß einen leicht unregelmäßigen Grundriss mit den Seitenverhältnissen von 5,10/5,02 Meter zu 4,60/4,98 Meter. Das aufgehende Mauerwerk war 0,85 bis 0,90 Meter stark, an der Innenseite wurde ein zehn bis fünfzehn Zentimeter vorspringender Fundamentsockel festgestellt. Auf der südlichen Seite des Turms war die Mauer fast zwei Meter ins Erdreich eingetieft worden. Der östliche Turm war mit seinen Seitenverhältnissen von 4,40 Meter zu 3,30 Meter deutlich kleiner. Seine Mauerstärke betrug 0,75 Meter. Der Fundamentsockel sprang an der Außenseite um zehn Zentimeter vor. Der Abstand zwischen den Türmen betrug nur einen Meter. Der Limesgraben verlief nördlich der Turmstelle. Sein Abstand (von Sohle des großen Grabens) zur Nordfront des westlichen Turms betrug 15,30 Meter. |
| Wp 3/12            | „An der Orlen-Hambacher Straße“ | Turmstelle eines Steinturms mit einem Seitenverhältnis von 4,56 Metern zu 4,78 Metern. Diese Angaben beziehen sich auf die Nordseite mit 4,78 Meter und die Ostseite mit 4,56 Meter. Die anderen zwei Seiten sind nicht vollständig erfasst worden. Die Mauerstärke betrug 0,83 bis 0,85 Meter. Der Turm lag nicht exakt parallel zum Limes, dessen großer Graben in einer Entfernung von elf bis 11,5 Metern vorbeizog, sondern war etwas nach Nordosten verdreht. Die Sicht wird in westlicher Richtung bis zum Wp 3/11, in östlicher Richtung bis zum Wp 3/14 gereicht haben. |
| Wp 3/13            |                                 | Aufgrund der Entfernung zwischen Wp 3/12 und Wp 3/14 vermutete, aber archäologisch nicht nachgewiesene Turmstelle. In dem stark von Ackerbau und Abschwemmungen betroffenen Gebiet werden die Überbleibsel des ehemaligen Turms vermutlich schon seit längerem abgegangen sein. In einem sumpfigen Wiesengelände in diesem Bereich konnte jedoch von Louis Jacobi 1895 der Palisadengraben näher untersucht werden. In dem freigelegten Stück wurden in dem 1,50 Meter tiefen und auf dem Grabengrund einen halben Meter breiten Graben insgesamt neun 20 Zentimeter durchmessende und noch 25 Zentimeter hoch erhaltene Eichenstümpfe nachgewiesen werden. Vier davon waren in Form eines Viereckes angeordnet, an das sich die übrigen reihenförmig anschlossen. Alle Pfosten waren mindestens von einer Seite her mit Steinen verkeilt worden. |
| Wp 3/14            | „An der Zugmantelschneise“      | Turmstelle zweier Steintürme, die bereits von Karl August von Cohausen untersucht worden waren und dann erneut von Louis Jacobi ausgegraben wurden. Der kleinere, westliche Turm besaß einen quadratischen Grundriss von 3,40 Metern Seitenlänge. Die Mauerstärke betrug 0,50 Meter. Außerhalb des Steinturms wurden vier Pfostenlöcher festgestellt, die sich miteinander zu einem unregelmäßigen Viereck mit Seitenlängen zwischen 4,50 Metern und 5,40 Metern verbinden ließen und somit auf einen hölzernen Vorgängerturm hinweisen. Dieser ältere Turm drehte um fünf bis sechs Winkelgrade aus der Flucht des Steinturms. Für einen noch älteren Holzturm gab es nur schwache Indizien in Form von Bodenverfärbungen im Inneren des Steinturms, die als mögliches Doppelpfostenloch angesprochen wurden. Ein solcher Turm ist also keineswegs gesichert. Spuren eines zu erwartenden Ringgrabens um die Holzturmstelle herum wurden nicht festgestellt. Der größere, östliche Turm befand sich 5,50 Meter vom westlichen Turm entfernt. Er hatte einen rechteckigen Grundriss mit einem Seitenverhältnis von 4,10 Meter zu 4,30 Meter und verfügte über eine Mauerstärke von 0,60 Meter, die jedoch nur auf der Ostseite festgestellt wurde. Die Sicht von der Turmstelle reichte in westliche Richtung bis zum Wachturm Wp 3/11 und in östliche Richtung bis zum Limesübergang über die Hühnerstraße und darüber hinaus bis zum Kastell Zugmantel. Die Hühnerstraße war ein schon aus vorrömischer Zeit stammender, wichtiger Verbindungsweg zwischen dem von Germanen dicht besiedelten Limburger Becken und dem Rheingau mit Aquae Mattiacorum, dem heutigen Wiesbaden, als Hauptort der Civitas Mattiacorum und Mogontiacum, dem heutigen Mainz, als Hauptstadt der römischen Provinz Germania superior. |
| Wp 3/15            |                                 | Abgegangene Turmstelle eines Steinturms. Seine Reste sind 1966 Baumaßnahmen an der Bundesstraße 417, der alten Hühnerstraße, zum Opfer gefallen. Unweit östlich des eigentlichen Fundplatzes wurde 1971/72 die Rekonstruktion eines Steinturms nebst einem Stück Limes mit Palisade errichtet. An dieser Stelle beginnt heute ein archäologischer Wanderweg, der zum Kastell Zugmantel führt. |
| ORL 8              | Kastell Zugmantel               | siehe Hauptartikel Kastell Zugmantel |

## Denkmalschutz
Das Kleinkastell Adolfseck und die anschließenden Limesanlagen sind als Abschnitt des Obergermanisch-Rätischen Limes seit 2005 Teil des UNESCO-Welterbes. Außerdem sind sie Bodendenkmale im Sinne des Hessischen Denkmalschutzgesetzes. Nachforschungen und gezieltes Sammeln von Funden sind genehmigungspflichtig, Zufallsfunde an die Denkmalbehörden zu melden.